# Alex Honnold
Alexander Honnold, född 17 augusti 1985 i Sacramento i USA, är en amerikansk sportklättrare.
Alex Honnold är framförallt känd för att vara den enda som frisoloklättrat El Capitan, en 910 meter hög vertikal klippformation i Yosemite nationalpark i Kalifornien, vilket han gjorde den 3 juni 2017 på tre timmar och 56 minuter. Bedriften filmades och kan ses i dokumentärfilmen Free Solo som vann bästa dokumentär på Oscarsgalan 2018.